# Agrotis lucicolens
Agrotis lucicolens är en fjärilsart som beskrevs av Butler 1880. Agrotis lucicolens ingår i släktet Agrotis och familjen nattflyn. Inga underarter finns listade i Catalogue of Life.